# Lichtspielhaus
A Lichtspielhaus (németül Mozi, régies szóhasználat) a német Rammstein együttes második DVD-je, 2003. december 1-én jelent meg. A kiadás tartalmazza az együttes 1995-2001-ig kiadott videóklipjeit. Továbbá werkfilmek, interjúk és koncertfelvételek vannak a DVD-n.

## Számlista

### Videóklipek
1. Du riechst so gut
2. Seemann
3. Rammstein
4. Engel
5. Du hast
6. Du riechst so gut '98
7. Stripped
8. Sonne
9. Links 2 3 4
10. Ich will
11. Mutter
12. Feuer frei!

### Koncertfelvételek
- 100 Jahre Rammstein Arena Berlin 1996
  - Herzeleid
  - Seemann
- Philipshalle Düsseldorf 1997
  - Spiel mit mir
- Rock am Ring Festival 1998
  - Heirate mich
  - Du hast
- Live aus Berlin Wuhlheide 1998
  - Sehnsucht
- Big Day Out Festival Sydney 2001
  - Weißes Fleisch
  - Asche zu Asche
- Velodrom Berlin 2001
  - Ich will
  - Links 2 3 4

### Werkfilmek
1. Du hast
2. Du riechst so gut '98
3. Sonne
4. Links 2-3-4
5. Ich will

Feliratok: német, angol, francia, spanyol, japán

### Reklámok
1. Achtung Blitzkrieg!
2. Du hast
3. Links 2 3 4
4. Mutter